# Alejandro Cabrera
Alejandro Martín Cabrera (Los Cóndores, 30 settembre 1992) è un calciatore argentino, centrocampista dell'Estudiantes (RC) in prestito dal Banfield.

## Carriera
Cresciuto nei settori giovanili di Atlético Almafuerte, Argentino Colonial, Talleres e Deportivo Atalaya, ha iniziato a giocare nel 2007 con l'Argentino Colonial, squadra amatoriale iscritta alla Liga de Río Tercero. Nel 2011 si è trasferito al Club Roncedo, un'altra società amatoriale, militante nella Liga de Río Cuarto. Nel 2016 si accasa all'Estudiantes de Río Cuarto, dove nel giro di tre anni ottiene due promozioni di fila, dalla quarta alla seconda divisione argentina. Nell'agosto del 2020 viene ceduto in prestito al Banfield, con cui debutta il 3 novembre successivo nell'incontro di Copa Diego Armando Maradona vinto per 1-3 sul campo del River Plate. Il 26 dicembre 2021 viene acquistato a titolo definitivo dal Banfield. Il 28 aprile 2022 debutta anche nelle competizioni sudamericane, giocando l'incontro di Coppa Sudamericana perso per 2-0 contro gli ecuadoriani dell'Universidad Católica.

## Statistiche

### Presenze e reti nei club
Statistiche aggiornate al 25 maggio 2022.
| Stagione        | Squadra          | Campionato      | Campionato | Campionato | Coppe nazionali | Coppe nazionali | Coppe nazionali | Coppe continentali | Coppe continentali | Coppe continentali | Altre coppe | Altre coppe | Altre coppe | Totale | Totale |
| Stagione        | Squadra          | Comp            | Pres       | Reti       | Comp            | Pres            | Reti            | Comp               | Pres               | Reti               | Comp        | Pres        | Reti        | Pres   | Reti   |
| --------------- | ---------------- | --------------- | ---------- | ---------- | --------------- | --------------- | --------------- | ------------------ | ------------------ | ------------------ | ----------- | ----------- | ----------- | ------ | ------ |
| 2016-2017       | Estudiantes (RC) | TFB             | 19         | 0          |                 | -               | -               |                    | -                  | -                  |             | -           | -           | 19     | 0      |
| 2017-2018       | Estudiantes (RC) | TFA             | 29         | 0          | CA              | 2               | 0               |                    | -                  | -                  |             | -           | -           | 31     | 0      |
| 2018-2019       | Estudiantes (RC) | TFA             | 24         | 0          | CA              | 3               | 1               |                    | -                  | -                  |             | -           | -           | 27     | 1      |
| 2019-2020       | Estudiantes (RC) | PBN             | 16         | 2          |                 | -               | -               |                    | -                  | -                  |             | -           | -           | 16     | 2      |
| 2020            | Banfield         |                 | -          | -          | CdL             | 7               | 1               |                    | -                  | -                  |             | -           | -           | 7      | 1      |
| 2021            | Banfield         | PD              | 1          | 0          | CA+CdL          | 2+13            | 0               |                    | -                  | -                  |             | -           | -           | 16     | 0      |
| 2022            | Banfield         | PD              | 0          | 0          | CA+CdL          | 1+6             | 0               | CS                 | 3                  | 0                  |             | -           | -           | 10     | 0      |
| Totale carriera | Totale carriera  | Totale carriera | 89         | 2          |                 | 34              | 2               |                    | 3                  | 0                  |             | -           | -           | 126    | 4      |